# Бутовський Михайло Іванович
Бутовський Михайло Іванович (*близько 1727, Борзна — †після 1749) — військовий канцелярист доби Гетьманщини. Вихованець Києво-Могилянської академії.

## Біографія
Син священика Михайла Бутовського - настоятеля храму Василія Великого у Борзні. Його дід та прадід були становими козаками у Веркіївській сотні Ніжинського полку. 
Навчався в Києво-Могилянській академії. В атестаті, підписаному 4 листопада 1746 професором богослов’я та єврейської мови В. Лящевським, зазначається, що Михайло Іванович вступив до Києво-Могилянської академії 1735 і навчався там до 1746, прослухавши всі курси до богослов’я включно. 
1741 та 1742 присягав разом з іншими учнями імператриці Єлизаветі Петрівні і князеві Петру Федоровичу. 
1749 Бутовський подав прохання до Генеральної військової канцелярії прийняти його на службу канцеляристом. Бутовський брав участь в Очаківському та Дністровському походах союзних армії Гетьманщини та Московії. 